# Campeonato Mundial de Taekwondo de 2019
O Campeonato Mundial de Taekwondo de 2019 foi a 24ª edição do evento, organizado pela Federação Mundial de Taekwondo (WTF) entre 15 de maio a 19 de maio de 2019. A competição foi realizada na Manchester Arena, em Manchester, Reino Unido. 

## Resultados
Os resultados foram os seguintes. 
Masculino
| Evento                   | Ouro                        | Prata                            | Bronze                                  |
| Até 54 kg (detalhes)     | Coreia do Sul Bae Jun-seo   | Rússia · Georgy Popov            | Brasil · Paulo Melo                     |
| Até 54 kg (detalhes)     | Coreia do Sul Bae Jun-seo   | Rússia · Georgy Popov            | Irão Armin Hadipour                     |
| Até 58 kg (detalhes)     | Coreia do Sul Jang Jun      | México · Brandon Plaza           | Portugal · Rui Bragança                 |
| Até 58 kg (detalhes)     | Coreia do Sul Jang Jun      | México · Brandon Plaza           | Argentina · Lucas Guzmán                |
| Até 63 kg (detalhes)     | China · Zhao Shuai          | Irão Soroush Ahmadi              | Alemanha · Iordanis Konstantinidis      |
| Até 63 kg (detalhes)     | China · Zhao Shuai          | Irão Soroush Ahmadi              | Bélgica · Jaouad Achab                  |
| Até 68 kg (detalhes)     | Reino Unido · Bradly Sinden | Espanha · Javier Pérez           | Coreia do Sul Lee Dae-hoon              |
| Até 68 kg (detalhes)     | Reino Unido · Bradly Sinden | Espanha · Javier Pérez           | Rússia · Aleksey Denisenko              |
| Até 74 kg (detalhes)     | Itália · Simone Alessio     | Jordânia · Ahmad Abu-Ghaush      | Espanha · Daniel Quesada                |
| Até 74 kg (detalhes)     | Itália · Simone Alessio     | Jordânia · Ahmad Abu-Ghaush      | Cazaquistão · Kairat Sarymsakov         |
| Até 80 kg (detalhes)     | Azerbaijão · Milad Beigi    | Grécia · Apostolos Telikostoglou | República Dominicana · Moisés Hernández |
| Até 80 kg (detalhes)     | Azerbaijão · Milad Beigi    | Grécia · Apostolos Telikostoglou | Coreia do Sul Park Woo-hyeok            |
| Até 87 kg (detalhes)     | Rússia · Vladislav Larin    | Brasil · Ícaro Miguel Soares     | China · Song Zhaoxiang                  |
| Até 87 kg (detalhes)     | Rússia · Vladislav Larin    | Brasil · Ícaro Miguel Soares     | Croácia · Ivan Šapina                   |
| Mais de 87 kg (detalhes) | Cuba · Rafael Alba          | México · Carlos Sansores         | Brasil · Maicon Andrade                 |
| Mais de 87 kg (detalhes) | Cuba · Rafael Alba          | México · Carlos Sansores         | Jordânia · Hamza Kattan                 |

Feminino
| Evento                   | Ouro                               | Prata                      | Bronze                            |
| Até 46 kg (detalhes)     | Coreia do Sul Sim Jae-young        | Irão Mahla Momenzadeh      | China · Tan Xueqin                |
| Até 46 kg (detalhes)     | Coreia do Sul Sim Jae-young        | Irão Mahla Momenzadeh      | Tailândia · Julanan Khantikulanon |
| Até 49 kg (detalhes)     | Tailândia · Panipak Wongpattanakit | China · Wu Jingyu          | Turquia · Rukiye Yıldırım         |
| Até 49 kg (detalhes)     | Tailândia · Panipak Wongpattanakit | China · Wu Jingyu          | Croácia · Kristina Tomić          |
| Até 53 kg (detalhes)     | Tailândia · Phannapa Harnsujin     | Rússia · Tatiana Kudashova | Reino Unido · Aaliyah Powell      |
| Até 53 kg (detalhes)     | Tailândia · Phannapa Harnsujin     | Rússia · Tatiana Kudashova | Letônia · Inese Tarvida           |
| Até 57 kg (detalhes)     | Reino Unido · Jade Jones           | Coreia do Sul Lee Ah-reum  | Canadá · Skylar Park              |
| Até 57 kg (detalhes)     | Reino Unido · Jade Jones           | Coreia do Sul Lee Ah-reum  | China · Zhou Lijun                |
| Até 62 kg (detalhes)     | Turquia · İrem Yaman               | Brasil · Caroline Santos   | França · Magda Wiet-Hénin         |
| Até 62 kg (detalhes)     | Turquia · İrem Yaman               | Brasil · Caroline Santos   | Croácia · Bruna Vuletić           |
| Até 67 kg (detalhes)     | China · Zhang Mengyu               | Turquia · Nur Tatar        | Brasil · Milena Titoneli          |
| Até 67 kg (detalhes)     | China · Zhang Mengyu               | Turquia · Nur Tatar        | Azerbaijão · Farida Azizova       |
| Até 73 kg (detalhes)     | Coreia do Sul Lee Da-bin           | México · María Espinoza    | França · Marie-Paule Blé          |
| Até 73 kg (detalhes)     | Coreia do Sul Lee Da-bin           | México · María Espinoza    | Turquia · Nafia Kuş               |
| Mais de 73 kg (detalhes) | Reino Unido · Bianca Walkden       | China · Zheng Shuyin       | México · Briseida Acosta          |
| Mais de 73 kg (detalhes) | Reino Unido · Bianca Walkden       | China · Zheng Shuyin       | Croácia · Doris Pole              |

## Quadro de medalhas
O quadro de medalhas foi publicado. 
| Ordem | País                 | Medalha de ouro | Medalha de prata | Medalha de bronze | Total |
| ----- | -------------------- | --------------- | ---------------- | ----------------- | ----- |
| 1     | Coreia do Sul        | 4               | 1                | 2                 | 7     |
| 2     | Reino Unido          | 3               | 0                | 1                 | 4     |
| 3     | China                | 2               | 2                | 3                 | 7     |
| 4     | Tailândia            | 2               | 0                | 1                 | 3     |
| 5     | Rússia               | 1               | 2                | 1                 | 4     |
| 6     | Turquia              | 1               | 1                | 2                 | 4     |
| 7     | Azerbaijão           | 1               | 0                | 1                 | 2     |
| 8     | Cuba                 | 1               | 0                | 0                 | 1     |
| 8     | Itália               | 1               | 0                | 0                 | 1     |
| 10    | México               | 0               | 3                | 1                 | 4     |
| 11    | Brasil               | 0               | 2                | 3                 | 5     |
| 12    | Irão                 | 0               | 2                | 1                 | 3     |
| 13    | Jordânia             | 0               | 1                | 1                 | 2     |
| 13    | Espanha              | 0               | 1                | 1                 | 2     |
| 15    | Grécia               | 0               | 1                | 0                 | 1     |
| 16    | Croácia              | 0               | 0                | 4                 | 4     |
| 17    | França               | 0               | 0                | 2                 | 2     |
| 18    | Argentina            | 0               | 0                | 1                 | 1     |
| 18    | Bélgica              | 0               | 0                | 1                 | 1     |
| 18    | Canadá               | 0               | 0                | 1                 | 1     |
| 18    | República Dominicana | 0               | 0                | 1                 | 1     |
| 18    | Alemanha             | 0               | 0                | 1                 | 1     |
| 18    | Cazaquistão          | 0               | 0                | 1                 | 1     |
| 18    | Letônia              | 0               | 0                | 1                 | 1     |
| 18    | Portugal             | 0               | 0                | 1                 | 1     |
| Total | Total                | 16              | 16               | 32                | 64    |